# 丸井硬式野球部
丸井硬式野球部（まるいこうしきやきゅうぶ）は、東京都に本拠地を置き、日本野球連盟に加盟していた社会人野球の企業チームである。丸井が所有していた。

## 来歴
1963年、クレジットカードを発案した副社長の肝いりで創部。前年まで丸善石油の選手兼任監督であった岡田悦哉を初代監督に、捕手であった枯木憲二をコーチに据える。共に関西高等学校→明治大学の先輩・後輩であり、1959年には都市対抗野球大会優勝を経験。特に岡田は明大時代に島岡吉郎監督の片腕とも言われ野球に精通。そのうえ島岡同様、アマチュア球界に顔が広がったため全国各地から有名選手が集結。公式戦では互角以上の戦いぶりだったが、都市対抗一次予選では1回戦で敗退。1964年に「社業拡大」に伴い廃部。

## 主な出身プロ野球選手
- 大杉勝男（内野手） - 1965年に東映フライヤーズに入団
- 佐藤玖光（投手） - 廃部に伴い林建設に移籍し、1969年ドラフト外で西鉄ライオンズに入団